# Trial by Jury

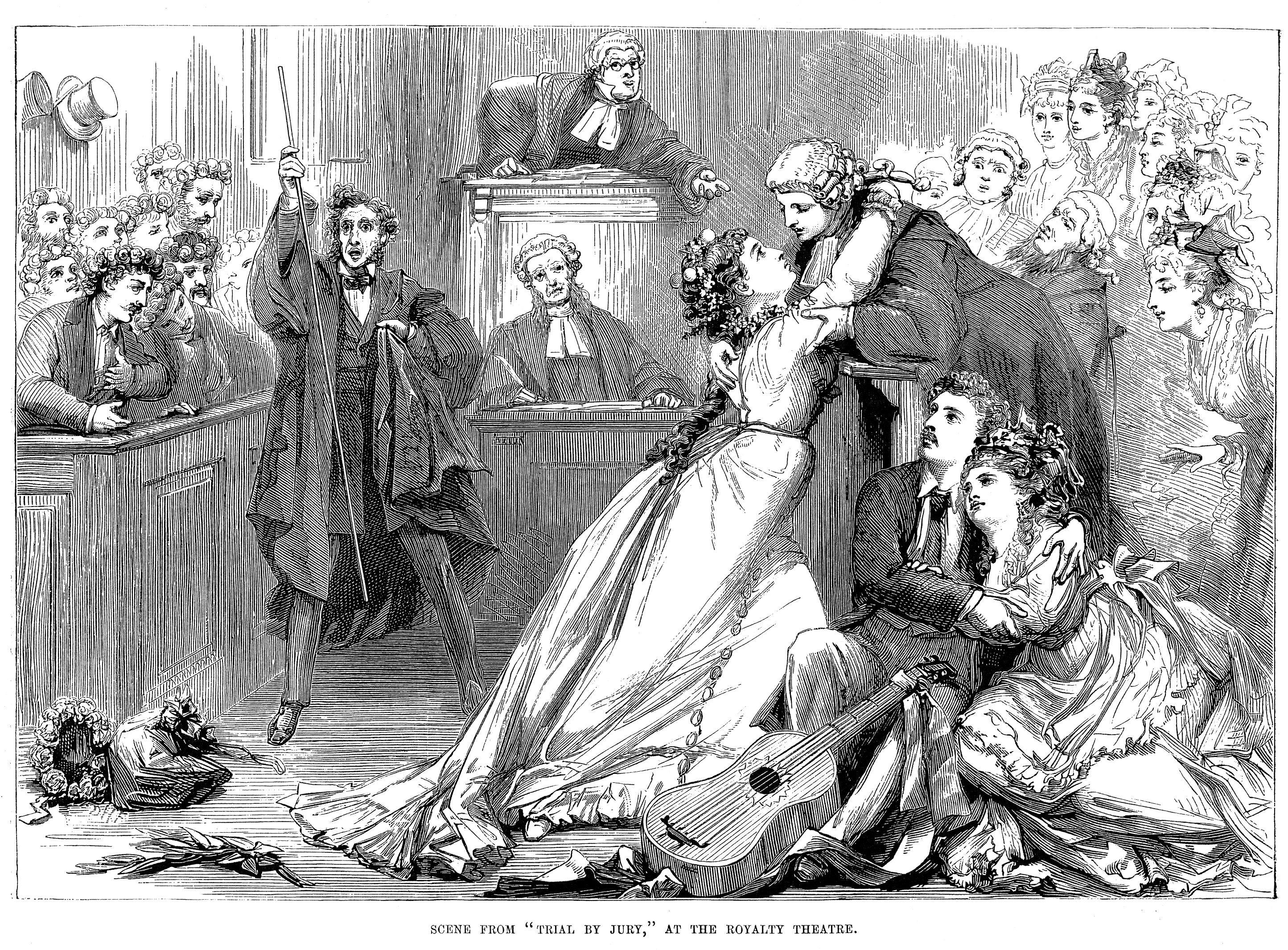
En scen från Trial by Jury illustrerad i tidskriften Illustrated Sporting and Dramatic News 1 maj 1875

Trial by Jury är en operett i en akt med musik av Arthur Sullivan och libretto av W. S. Gilbert. Den hade premiär den 25 mars 1875 på Londons Royalty Theatre där den inledningsvis spelades 131 gånger. Den var en stor framgång, fick bra recensioner och konkurrerade ut Jacques Offenbachs La Périchole, som spelades på samma teater. Handlingen rör sig kring en rättegång om "brytande av äktenskapskontrakt" i vilken domaren och rättssystemet är måltavlan för lättviktig satir. Gilbert byggde librettot till Trial by Jury på en operettparodi som han hade skrivit 1868.
Operetten hade premiär mer än tre år efter Gilbert och Sullivans tidigare samarbete Thespis, en julsäsongsunderhållning från 1871–72. Under mellantiden hade både författare och kompositör varit upptagna med separata projekt. I början av 1873 försökte Gilbert flera gånger få operetten uppförd innan impressarion Richard D'Oyly Carte föreslog att han kunde samarbeta med Sullivan. Sullivan var nöjd med stycket och komponerade musiken.
Liksom i de flesta av Gilbert och Sullivans operetter är handlingen i Trial by Jury skruvad, men karaktärerna beter sig som om händelserna var helt normala. Denna berättarteknik tonar ned några av de giftigheter ämnade för hyckleri, särskilt mot de i auktoritativa ställningar, och motiven hos till synes respektabla människor och institutioner. Dessa teman blev favoriter hos Gilbert i resten av hans samarbete med Sullivan. Kritiker och publik prisade så väl Sullivans fyndiga och humoristiska musik kompletterade Gilberts satir. Framgången med Trial by Jury var starten för en berömd serie av 13 gemensamma arbeten mellan Gilbert och Sullivan, vilka skulle bli kända som Savoy operorna.
Efter originaluppsättningen 1875 for Trial by Jury ut på en långsträckt turné i Storbritannien och uppfördes regelbundet på nytt och spelades in. Den blev även populär vid välgörenhetstillställningar. Operetten uppförs fortfarande regelbundet, särskilt i en dubbelföreställning med andra Gilbert och Sullivan-verk, eller totalt andra verk. Enligt teaterhistorikern Kurt Gänzl är den "förmodligen den mest framgångsrika brittiska enaktsoperetten någonsin".

## Bakgrund
Före Trial by Jury hade W. S. Gilbert och Arthur Sullivan 1871 samarbetat med en tidigare operett, Thespis; or, The Gods Grown Old. Trots att den var förhållandevis framgångsrik var det endas en julunderhållning och dylika verk förväntades inte överleva. Mellan Thespis och Trial by Jury pågick inte deras samarbete och var och en producerade separata verk som stärkte deras namn inom respektive område. Gilbert skrev flera korta noveller, redigerade andra volymen av sin komiska Bab Ballads, samt skapade ett dussintal teaterpjäser däribland Happy Arcadia 1872; The Wicked World, The Happy Land och The Realm of Joy 1873; Charity, Topsyturveydom och Sweethearts 1874.  Samtidigt komponerade Sullivan diverse religiös musik, till exempel Festival Te Deum (1872) och ett oratorium, The Light of the World (1873), samt redigerade Church Hymns, with Tunes (1874), vilken innehöll 45 av hans egna psalmer och arrangemang. Två av hans mest berömda psalmer från tiden är tonsättningar av "Onward, Christian Soldiers" och "Nearer, my God, to Thee" (båda från 1872). Han komponerade även en svit av teatermusik till Muntra fruarna i Windsor (1874), underhållningsmusik och andra sånger, däribland tre stycken 1874-75 med text av Gilbert: "The Distant Shore", "Sweethearts" (inspirerad av Gilberts pjäs) och "The Love that Loves Me Not".

### Upprinnelsen till operetten

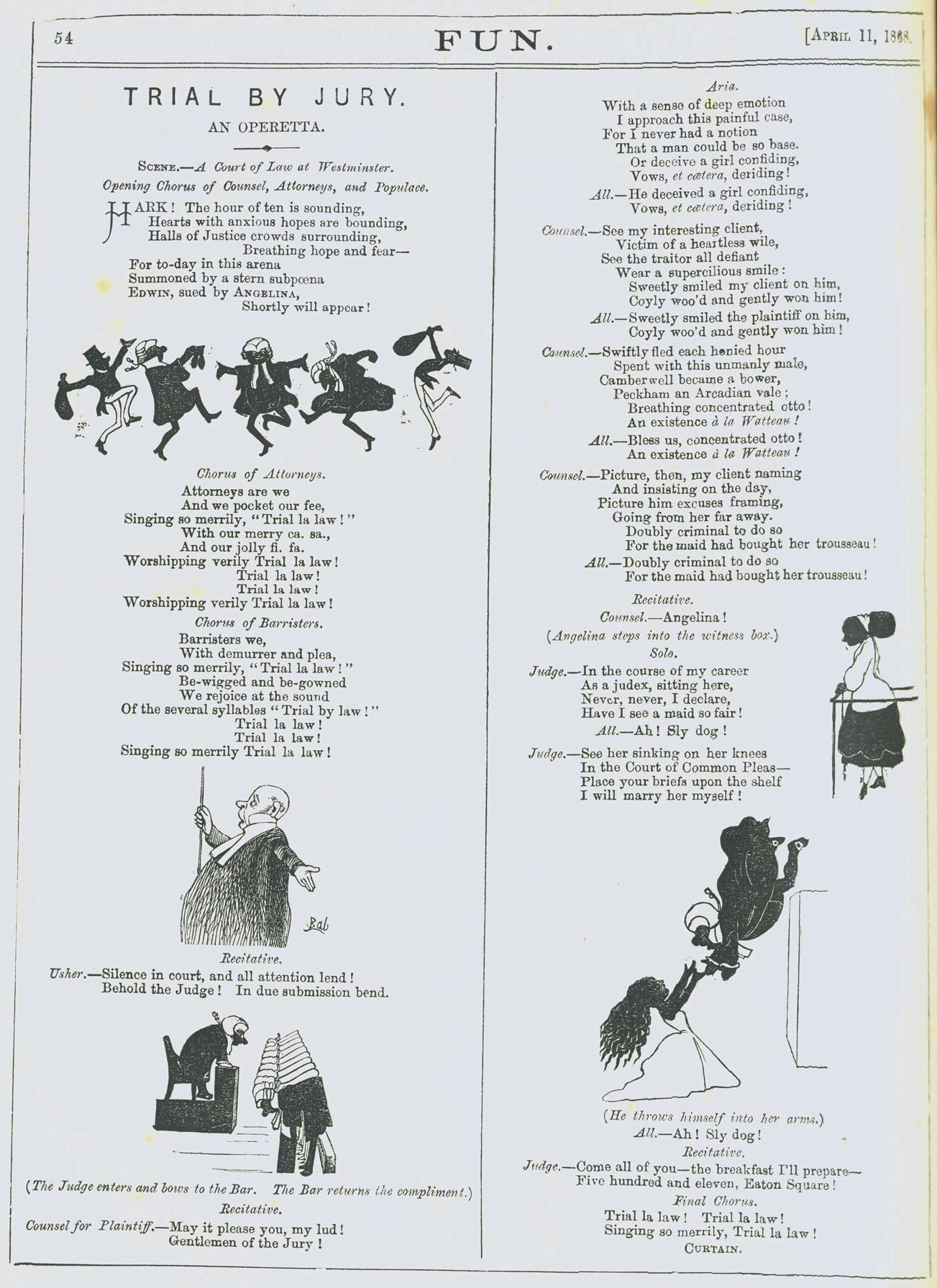
Gilberts originalskiss av Trial by Jury, publicerad i tidskriften Fun 1868

Upprinnelsen till Trial by Jury ägde rum 1868 då Gilbert författade en sida med komiska stycken med titeln Trial by Jury: An Operetta till tidskriften Fun. Gilberts förflutna som jurist hjälpte honom att i detalj skildra en rättegång om "löftesbrott" som går på tok och samtidigt göra narr av lagen, advokaterna och regelsystemet. (Under den viktorianska eran kunde en man tvingas betala kompensation om han inte gifte sig med en kvinna han var förlovad med.) Utkastet till historien skulle komma att följas upp senare i operetten och två av dess nummer hamnade nästan ordagrant i Fun. Skämtet slutade abrupt: i samma stund som den attraktiva målsäganden steg in i vittnesbåset kastade sig domaren i hennes armar och friade, medan det i operetten fortgår längre innan samma sak sker där.
1873 frågade operachefen och kompositören Carl Rosa Gilbert om ett stycke att användas som del av en säsong av engelsk opera som Rosa planerade att sätta upp på Drury Lane Theatre; Rosa skulle komponera eller beställa musiken. Gilbert utökade Trial till ett libretto i en akt. Rosas hustru Euphrosyne Parepa-Rosa, en barndomsvän till Gilbert, dog 1874 och Rosa gav upp projektet. Senare samma år erbjöd Gilbert librettot till impressarion Richard D'Oyly Carte, men Carte kände inte till någon tillgänglig kompositör.
Under tiden kan Sullivan ha övervägt att återvända till den lättare operan: hans första komiska opera Cox and Box hade haft nypremiär i London (med hans bror Fred Sullivan i en av rollerna) i september 1874. I november for Sullivan till Paris och kontaktade Albert Millaud, en av librettisterna till Jacques Offenbachs operetter.  Han återvände dock tomhänt till London och började arbeta på teatermusik till Gaiety Theatres uppsättning av Muntra fruarna i Windsor. I början av 1875 ledde Carte Selina Dolaros Royalty Theatre och var i behov av en kort operett att spelas efter Offenbachs La Périchole, vilken skulle ha premiär den 30 januari (med Fred Sullivan i ensemblen). Carte bad Sullivan att komponera någonting för teatern och annonserade i slutet av januari i The Times: "Inom kort - en Ny Komisk Opera komponerad enkom för denna teater av Mr. Arthur Sullivan och med Madame Dolaro och Nellie Bromley på scen." Ungefär vid samma tid kom Carte ihåg Gilberts Trial by Jury och visste att denne hade arbetat tillsammans med Sullivan i Thespis. Han föreslog för Gilbert att Sullivan var den rätte att komponera musiken till Trial.
Till slut tog Gilbert kontakt med Sullivan och läste upp librettot för honom den 20 februari 1875. Sullivan blev entusiastisk och mindes senare: "[Gilbert] läste igenom det... med minen av en man som verkade ytterst besviken över vad han skrivit. Så snart som han läst sista ordet slog han igen manuskriptet med en smäll, tydligen helt omedveten om det faktum att han hade uppfyllt sitt syfte så vitt jag kunde bedöma i det att jag tjöt av skratt hela tiden." Trial by Jury, beskriven som "En Roman och Original Dramatisk Kantat" i originalmaterialet
described as "A Novel and Original Dramatic Cantata" in the original promotional material, komponerades och repeterades på några veckor.

### Uppsättning och efterdyningar
Resultatet av Gilbert och Sullivans samarbete blev ett vitsigt, melodirikt och väldigt "engelskt" stycke i stark kontrast till de mer obscena burleskerna och uppsättningar av franska operetter som dominerade Londons musikscener vid den tiden.

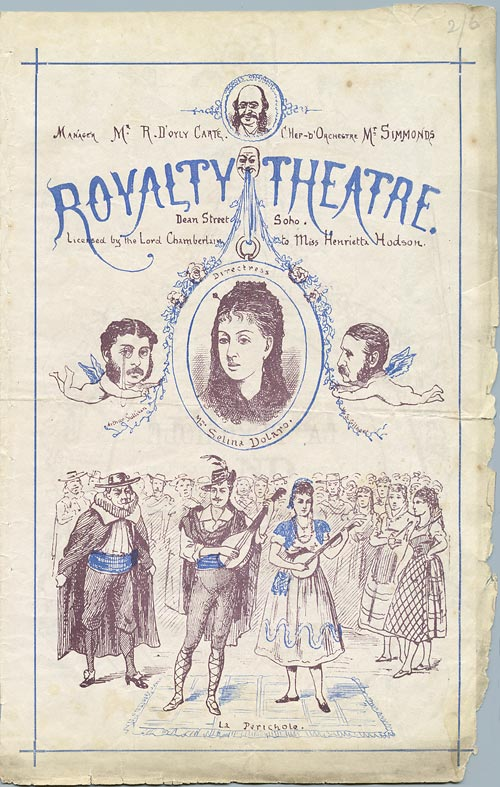
Teaterprogram april 1875 till La Périchole och Trial by Jury. Sullivan och Gilbert är de båda keruberna.

Till en början spelades Trial by Jury (med endast en speltid på omkring 30 minuter) sist i en trippelföreställning där huvudattraktionen La Périchole (med Dolaro i titelrollen, Fred Sullivan som Don Andres och Walter H. Fisher som Piquillo) följdes av enktsfarsen Cryptoconchoidsyphonostomata. Den senare ersattes snart av andra korta förpjäser. Sulivan dirigerade premiärföreställningen och teaterns kapellmästare de efterföljande. Kompositörens broder Fred Sullivan spelade den lärde domaren och Nellie Bromley var Målsäganden. En av koristerna i Trial by Jury, W. S. Penley, avancerade i november 1875 till den lilla rollen som juryförman och gjorde ett starkt intryck på publiken med sina roliga grimaser och gester. I mars 1876 ersatte han för en tid Fred Sullivan som Domaren, då Freds hälsa försämrades av tuberkulos. Efter den starten skulle Penley slå in på en framgångsrik bana som komisk aktör vilken kulminerade med huvudrollen i uruppsättningen av kassasuccéen Charleys tant. Fred Sullivan dog i januari 1877.
Jacques Offenbachs verk stod på höjden av sin popularitet i Storbritannien, men Trial by Jury visade sig bli än mer populär än La Périchole, och blev en oväntat framgång. Trial by Jury drog publik och fortsatte spelas efter att La Périchole lagts ner. När Royalty Theatre stängde för säsongen sommaren 1875 tog Dolaro med sig Trial på turné i England och Irland. Stycket återupptogs på Royalty senare på året och sattes 1876 upp på Opera Comique och 1877 på Strand Theatre.
Trial by Jury blev snart den mest eftertraktade enaktaren i alla Londonuppsättningar och utanför London hade de större turnésällskapen lagt till den i sina repertoarer 1877. Originaluppsättningen spelades som världsturné av Opera Comiques biträdande ledare Emily Soldene och hamnade även borta i Australien. Otillåtna piratuppsättningar poppade snabbt upp i USA tack vare det faktum att amerikanska domstolar inte godtog utländska upphovsrätt. Operetten blev även populär som en del i den victorianska traditionen med "välgörenhetskonserter", där lokala teatersällskap slog sig samman för att samla in pengar till behövande eller pensionerade skådespelare. D'Oyly Carte Opera Company fortsatte att spela verket under ett sekel och hyrde ut den på licens till amatör- och utländska teatersällskap såsom J. C. Williamson Gilbert and Sullivan Opera Company. Efter det att rättigheterna till Gilbert och Sullivans verk upphörde 1961 har stycket varit tillgängligt för teatersällskap över hela världen. Styckets ihållande popularitet sedan 1875 har gjort den till, enligt teaterhistorikern Kurt Gänzl, "förmodligen den mest framgångsrika brittiska enaktsoperetten genom tiderna".
Framgången med Trial by Jury sporrade kommande försök att återförena Gilbert och Sullivan, men svårigheter uppstod. Ett planerat projekt för Carl Rosa 1875 kom aldrig till stånd då Gilbert var för upptagen med andra åtagande och ett försök av Richard D'Oyly Carte att återuppliva Thespis julen 1875 misslyckades då finansiärer drog sig ur. Gilbert och Sullivan fortsatte sina skilda karriärer, dock ägnade sig båda åt att skriva lättare opera. Sullivans nästa komiska opera The Zoo hade premiär i juni 1875 medan Trial by Jury ännu spelades och Gilberts Eyes and No Eyes hade premiär en månad senare, följd av Princess Toto 1876.  Gilbert och Sullivan återförenades inte förrän i The Sorcerer 1877.

## Roller
- Den lärde domaren (komisk baryton)
- Målsägande (sopran)
- Svarande (tenor)
- Målsägandes rådgivare (lyrisk baryton)
- Vaktmästaren (basbaryton)
- Juryordföranden (bas)
- Medhjälpare (stum roll)
- Första brudtärna
- Kör av brudtärnor, jurymedlemmar, advokater, jurister och publik.

## Handling
Klockan är 10 på förmiddagen i Court of the Exchequer där en jury och publik samlats för att åhöra en rättegång om brytande av äktenskapskontrakt.

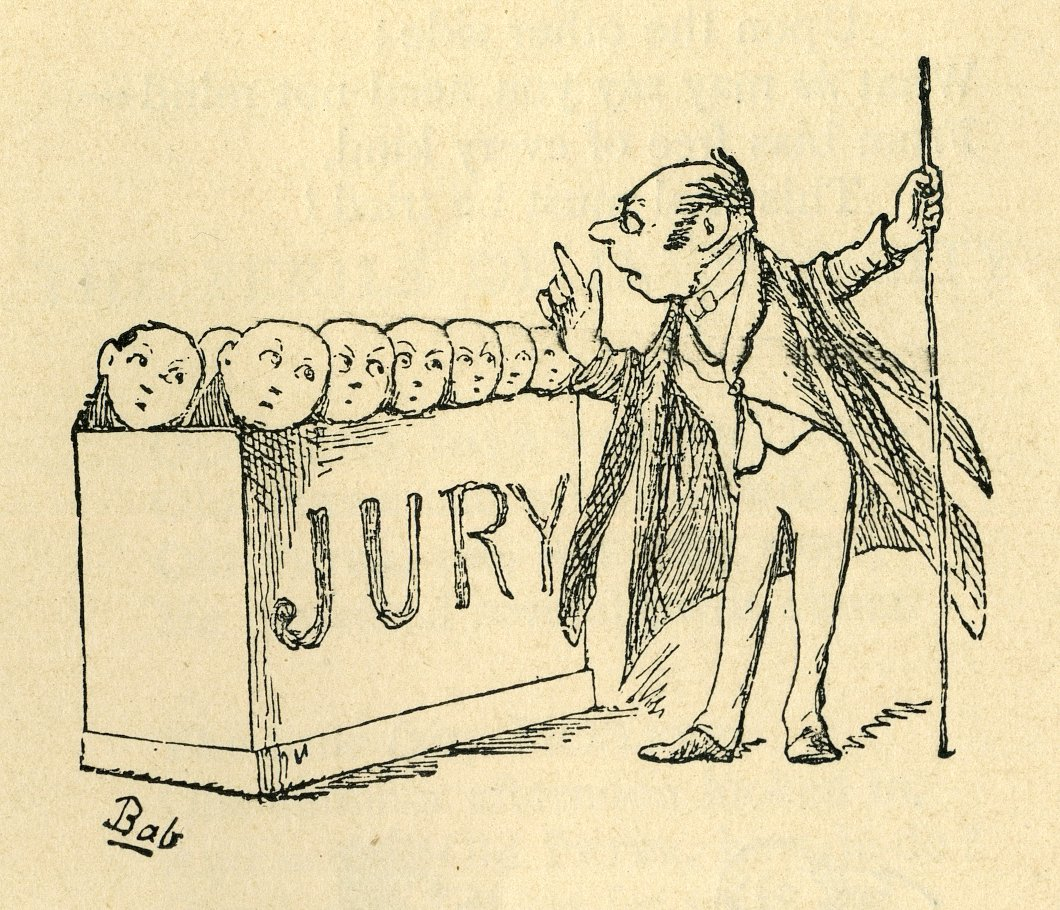
Vaktmästaren uppmanar juryn. Teckning av W. S. Gilbert

Vaktmästare uppmanar juryn att lyssna till målsägandes hjärtskärande fall, tillägger att de "inte behöver bry sig om" vad den "skurkaktige svaranden" har att säga. Han noterar, för protokollets skull, att "Fri från varje form av jäv, måste denna rättegång vara!" Svarande (Edwin) kommer in och jurymedlemmarna hälsar honom fientligt, även om han påpekar att de ännu inte har hört hans talan. Han berättar helt öppet hur han lurade målsägande därför att hon hade blivit en "långtråkig börda" för honom varpå han snabbt slog sig ihop med en annan kvinna. Jurymännen minns sina egna vilda ungdomsår, men då de nu är respektabla gentlemän hyser de ingen sympati för svaranden.
Domaren gör entré med stor pompa och berättar hur han avancerade till sin position; genom att uppvakta en rik advokats "äldre, fula dotter". Den rike advokaten hjälpte sedan sin sväron-in spe med den juridiska karriären tills domaren "blev lika rik som Gurneys bank" och "kastade ut" dottern. Juryn och publiken roas av domaren trots att precis har erkänt sig skyldig till samma brott som svaranden.
Juryn svärs in och målsäganden (Angelina) kallas fram. Hon kommer in bakom sina brudtärnor, varav en flirtat med domaren. När så Angelina gör entré i full brudutstyrsel charmar hon både domaren och juryn. Målsägandens rådgivare gör en gripande beskrivning av Edwins svek. Angelina vacklar och faller först i juryordförandens armar och sedan i domarens. Edwin kontrar med att förklara att hans svek är naturligt:
Oh, gentlemen, listen, I pray,

    Though I own that my heart has been ranging,

Of nature the laws I obey,

    For nature is constantly changing.

The moon in her phases is found,

    The time and the wind and the weather,

The months in succession come round,

    And you don't find two Mondays together.
Han erbjuder att gifta sig både med målsägande och sin nya kärlek om det skulle tillfredsställa alla. Domaren finner till en början detta "en rimlig framställan", men rådgivaren hävdar att ända från James II:s dagar har det varit "a rather serious crime / To marry two wives at a time"; han rubricerar brottet inte som "bigami", utan snarare "inbrott". Perplexa funderar alla i rättssalen över detta "nätta dilemma" i en parodi på italienska operaensembler.
Angelina omfamnar desperat Edwin i en demonstration över deras djupa kärlek och sörjer sin förlust. Edwin å sin sida hävdar att han är rökare, fyllerist och en mobbare (när han blir berusad) och att målsägande inte skulle stå ut med honom en dag. Domaren föreslår att Edwin berusar sig så de kan avgöra om han verkligen skulle "klå upp och sparka" Angelina, men ingen (utom Edwin) håller med om det. Otålig på grund av att inget händer löser domaren fallet genom att själv erbjuda Angelina giftermål. Alla är nöjda med detta och förhandlingarna avslutas med "obruten glädje".

## Musiknummer

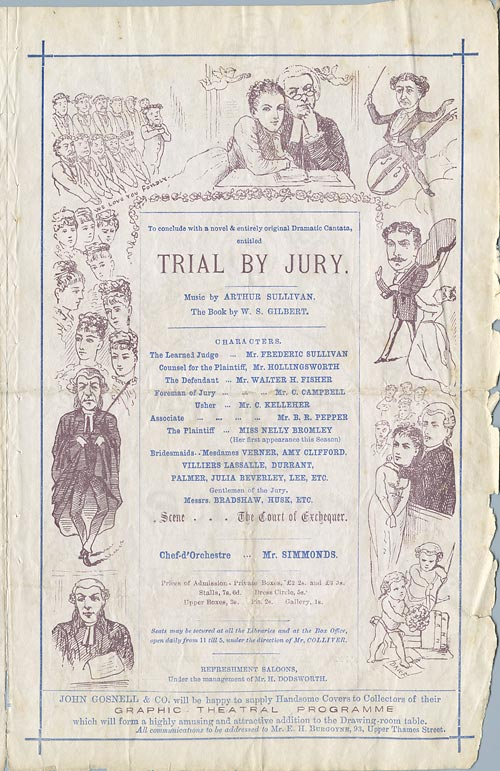
Tredje sidan av 1875 års program

- 1.  "Hark, the hour of ten is sounding" (Kör) och "Now, Jurymen, hear my advice" (Vaktmästaren)
- 1a. "Is this the Court of the Exchequer?" (Svarande)
- 2.  "When first my old, old love I knew" (Svanrande och kör) och "Silence in Court!" (Vaktmästaren)
- 3.  "All hail great Judge!" (Kör och domaren)
- 4.  "When I, good friends, was call'd to the Bar" (Domaren och kör)
- 5.  "Swear thou the Jury" (Rådgivaren, vaktmästaren) och "Oh will you swear by yonder skies" (Vaktmästaren och kör)
- 6.  "Where is the Plaintiff?" (Rådgivaren, vaktmästaren) och "Comes the broken flower" (Kör av brudnännar och målsägande)[g]
- 7.  "Oh, never, never, never, since I joined the human race" (Domaren, ordföranden, kör)
- 8.  "May it please you, my lud!" (Rådgivaren och kör)
- 9.  "That she is reeling is plain to see!" (Domaren, ordföranden, målsäganden, rådgivaren och kör)
- 10. "Oh, gentlemen, listen, I pray" (Svarande och kören av brudtärnor)
- 11. "That seems a reasonable proposition" (Domaren, rådgivaren och kör)
- 12. "A nice dilemma we have here" (Ensemble)
- 13. "I love him, I love him, with fervour unceasing" (Målsägande, svarande och kör) och "The question, gentlemen, is one of liquor" (Domaren och ensemble)
- 14. "Oh, joy unbounded, with wealth surrounded" (Ensemble)

För klargörande har endast karaktärer med större roller i varje sång listats.

## Mottagande
Recensionerna av premiärföreställningen av Trial by Jury var uteslutande positiva. Tidskriften Fun förklarade operetten "extremt rolig och föredömligt komponerad" medan rivalen Punch skrev att den "är det roligaste trams er utsände har sett under avsevärd tid" och endast beklagade att den var för kort. News Chronicle prisade författaren: "Vad gäller vimsig påhittighet och excentrisk humor har Mr. W. S. Gilbert ingen levande konkurrent bland våra dramatiska författare och aldrig tidigare har hans ådra av fyndighet och satir varit mer träffande än i ett litet stycke kallat Trial by Jury". The Daily Telegraph drog slutsatsen att stycket illustrerade kompositörens "stora kapacitet för dramatiskt skrivande i den lättare klassen". Många kritiker tryckte på den lyckliga kombinationen av Gilberts text och Sullivans musik. En noterade att "så komplett är var och ens bidrag att det skulle vara svårt att tänka sig Mr. Gilberts verser utan Mr. Sullivans musik eller Mr. Sullivans musik utan Mr. Gilberts verser. De förhöjer varandra." En annan höll med om att "det verkar, liksom i de stora Wagner-operorna, som om poesi och musik har uppstått simultant från en och samma hjärna."
Premiärpubliken gladdes också åt stycket och föredrog det till och med framför Offenbachs verk: "Att döma av den oändliga och nästan tumultartade glädje som spred sig genom publiken hade Trial by Jury inget att frukta från Offenbach, tvärtom." En recensent noterade att "Skratt mer ofta eller mer hjärtligt hördes sällan i en teater än det som mer än en gång tvingade handlingen... till ett tillfälligt stopp." En annan tidning sammanfattade det glada budskapet: "Trial by Jury" är en blott en bagatell - det ger sig inte ut för att vara annat heller - men det tillhör de glada stycken som många kommer att se och höra, som de kommer skratta åt och som de kommer uppmana vänner att gå och se, och därför kan man inte tvivla på dess framgång."
Bland aktörerna gavs den mesta positiva kritiken till kompositörens broder Fred Sullivan i rollen som den lärde domaren: "Den största 'hiten' framställdes av Mr. F. Sullivan vars blandning av officiell värdighet, nedlåtenhet och i rätta ögonblick extravagant humor fick domarens karaktär att sticka ut med erforderlig framträdande, och bidrog till styckets helhet." The Times instämde i att hans porträtt förtjänade "prisvärda ord för sin stilla och naturliga humor."  Nelly Bromley (Målsägande), Walter H. Fisher (Svarande), John Hollingsworth (Rådgivaren) och andra hyllades också för sina roller.
Senare bedömningar av verket har inte varit mindre positiv. 1907 skrev Gilberts förste biografiskrivare Edith. A. Browne: "I Trial by Jury har vi författare och kompositör betraktande livets humoristiska sida ur exakt samma synvinkel och vi inser direkt hur Gilbert och Sullivan var kapabla att göra för den komiska operan som vad Wagner har gjort för Grand Opera genom att kombinera ord och musik tills de blir ett."  H. M. Walbrook skriv liknande 1922:
Trial by Jury ... driver med tillvägagångssättet i ett rättsfall och med den falskhet som ibland kan ingå i ordet "respektabel". Allt som görs eller sjungs är löjeväckande och ändå finns ett igenkännbart stråk av sanning under allting. Stycket är en skrattfest. Domarens virriga "When first, my friends, I was called to the Bar," [sic] är den bästa komiska sång skriven på det engelska språket. Inte i någon annan operett är Gilberts genialitet som uppfinnare av "komiska affärer" mer vågad och oemotståndligt utförd. Man kan se stycket om och om igen, och upptäcka nya stråk av komik. Dess plats i Gilbert och Sullivans repertoar är säkrad för evigt; och vilka reformer som hädanefter än må hända inom domstolsväsendet kommer förmodligen Trial by Jury fortsätta att vara en av den engelsktalande världens förfriskningar.

Gilbert and Sullivan-författaren Michael Ainger skrev 2002, 127 år efter premiären, dess eviga dragningskraft: "Inget kan vara mer allvarligt än ett rättsfall...och nu har allt vänts på ända: Rättssalen har blivit skådeplatsen för humor och lössläppthet: den lärde domaren och visat sig vara lika falsk som svaranden, och rättssystemet visade sig vara fläckat av mänsklig svaghet. Och Sullivan har anammat skämtet... från första ackordet... uppvisar Sullivans musik skämt-allvar och fortsätter så genom hela stycket."

## Inverkan och analys

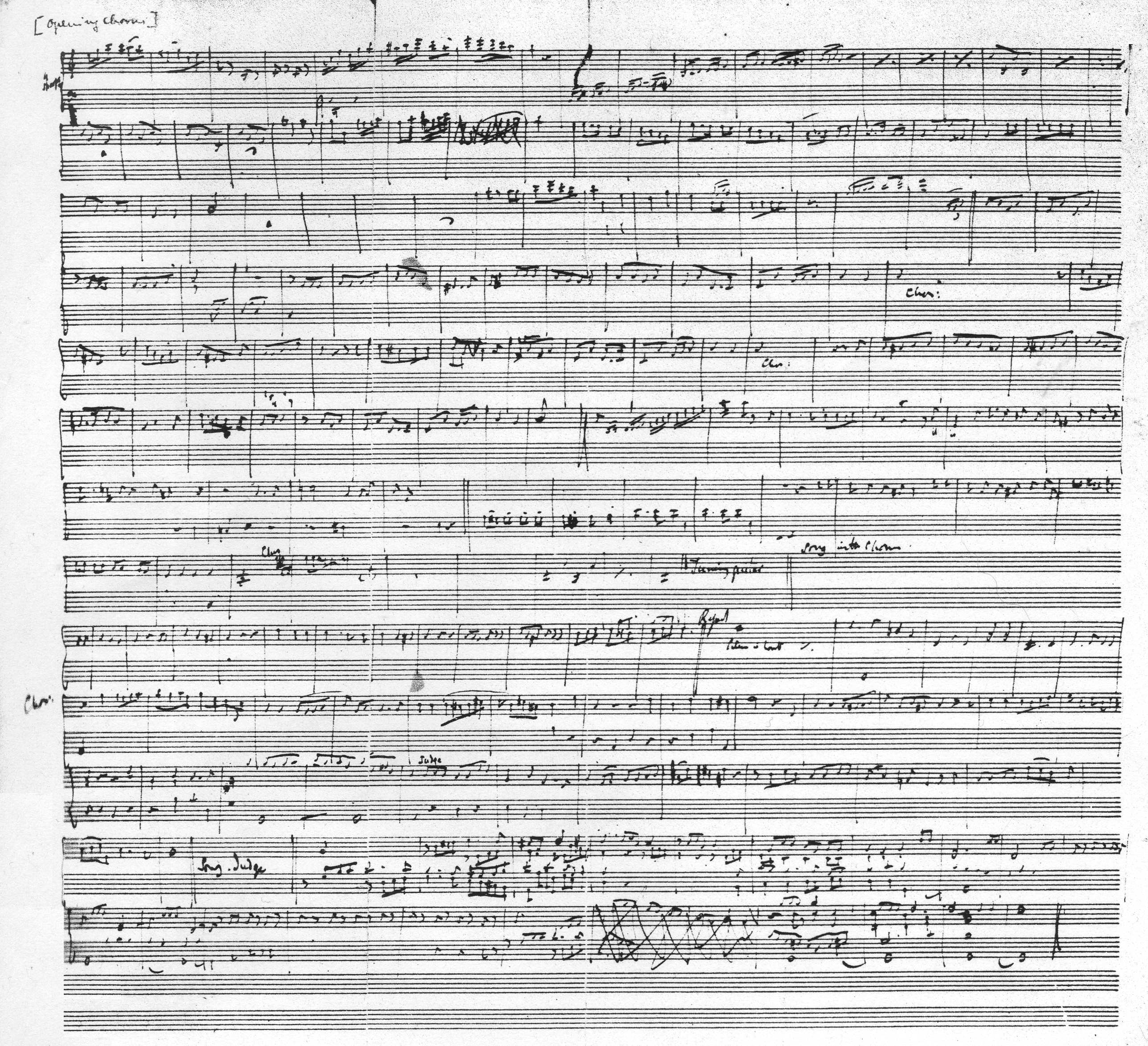
Sullivans originalskiss till Trial by Jury

### Inverkan
Såsom den första Savoy opera utgjorde Trial by Jury ett viktigt moment i Gilbert och Sullivans samarbete, liksom i båda mäns karriärer och för det viktorianska dramat i allmänhet. Historikern Reginald Allen summerar operettens historiska betydelse:
De flesta teaterhistoriker daterar starten av Gilbert & Sullivan-operetterna till första framförandet av Trial by Jury....  Några vidhåller att det saknas något liknande jämförbart datum i den moderna lyrikens historia än detta tillfälle då triumviratet W. S. Gilbert, Arthur Sullivan och deras katalysator Richard D'Oyly Carte första gången sammanfördes. De följande tjugofem åren blev åsyna vittnen till denna spektakulära, världsomfattande samarbetssuccé: Gilbert & Sullivan operetterna, initierad av Trial by Jury. Utan denna gnista, vem kan påstå att någon av de omedelbara framgångar skapade av G[ilbert] & S[ullivan] som följde skulle ha blivit till?
Sidney Dark och Rowland Grey värdesätter också betydelsen av Trial by Jury och de kommande operetterna: "Det är ingen liten betydelsen som tillkomsten av Gilbert och Sullivans operetter har inneburit, det enda engelska bidraget av värde för den dramatiska litteraturen i generationer." Ännu idag referera populärmedia till operetten och även inom juridiken.

### Mall för senare Savoy operor
Trial by Jury är den enda operett av Gilbert och Sullivan i en akt och det enda teaterverk av W. S. Gilbert som saknar talad dialog. Senare operetter av Gilbert och Sullivan innehåller en rad mallar från Trial. Till exempel börjar alla operetter, förutom The Yeomen of the Guard, med ett körnummer Liksom Trial by Jury slutar de flesta dessutom med en relativt kor final bestående av ett körnummer med korta solon av huvudkaraktärerna. "Comes the broken flower" (del av Nr. 3) var den första i en serie av meditativa verser à la "Horatius", "en blandning av lycka och sorg, en acceptans och en leende resignation". Dessa skulle hädanefter tillåta karaktärerna en introspektiv scen där de stannade upp och betraktade livet i kontrast till de omgivande scenernas galenskap. Tenorens båda arior i Trial by Jury gick i takten 6,8 - så gjorde tenorariorna i allmänhet i de senare verken vilket 1952 föranledde Anna Russell i sin parodi "How to Write Your Own Gilbert and Sullivan Opera" att utbrista: "tenoren ... enligt traditionen, måste sjunga en aria i taktarten 6,8 vanligen ackompanjerande sig själv på ett stränginstrument".  I Trial by Jury avslöjas hyckleriet som karaktärernas motivation och Gilbert hånar de juridiska procedurernas underliggande absurditet. Gilbertforskaren Andres Crowther förklarar att Gilbert kombinerar sin kritik med komisk underhållning, vilket skänker dem mer förnöjelse medan de samtidigt trycker på sanningen: "Genom att skratta åt ett skämt accepterar du dess premiss." Även detta skulle komma att bli karakteristiskt för Gilberts verk.

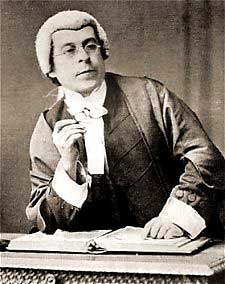
Fred Sullivan som den lärde domaren

Domarens sång "When I, good friends, was called to the Bar" skulle komma att åtföljas av liknande "patter songs", som blev ett kännemärke i Gilbert och Sullivans samarbete. I dessa avger ofta personen, vanligtvis en högt uppsatt figur såsom domaren, en humoristisk biografi över sig själv. Som i Gilberts tidigare pjäs The Palace of Truth avslöjar personen naivt sina innersta tankar ovetande om sin egen egoism, fåfänga, låga moral eller grymhet. Crowther pekar på att sådana avslöjanden fungerar särskilt väl i Trial by Jury eftersom folk i allmänhet förväntar sig att "karaktärer som sjunger i opera/operett ska kommunicera med en lägre sanningshalt än de skulle i tal".  När domaren i "When I, good friends" avslöjar sin korrupta väg till makten bildar han skola för många karaktärer och patter songs i kommande Gilbert och Sullivan-operetter.
Ett av Gilberts mest innovativa påfund, första gången funnen i Thespis och upprepad i Trial by Jury och senare i alla Savoyoperetterna, är användningen av kören som en viktig beståndsdel i handlingen. I de tidiga viktorianska burleskerna och komedierna hade kören liten inverkan på handlingen och tjänade mer som "bakgrundsljud eller ornament". I Gilbert och Sullivans operetter är kören viktig, deltar i handlingen och agerar som en betydande karaktär i sig själv. Sullivan konstaterade: "Fram till att Gilbert tog tag i saken var körerna obetydliga och i praktiken inte mer än en del av dekoren. Det var i Thespis som Gilbert började föra fram sin uttalade önskan att få kören spela sin rättmätiga del i föreställningen. Det kan vara svårt att inse att på den tiden var idén att kören skulle vara något mer än att agera scenpublik verkligen en nyhet." Ett annat Gilbert-påfund, i linje med hans mentor T. W. Robertson, var det att kostymerna och dekoren skulle vara så realistiska som möjligt: Gilbert baserade dekoren på Clerkenwell Sessions House, där han hade praktiserat på 1860-talet. Kostymerna var samtida och Angelina och hennes brudtärnor var klädda i riktig bröllopsutstyrsel. Denna omsorg om detaljer och noggrannhet över realistiska dekorer och scener var typiska för Gilberts scenanvisningar och skulle komma att upprepas i alla Gilberts verk. Till exempel vid förberedelserna för H.M.S. Pinafore (1878) besökte Gilbert och Sullivan Portsmouth för att inspektera fartyg. Gilbert gjorde skisser av H.M.S. Victory och H.M.S. St Vincent och skapade en modell som snickrarna hade att utgå ifrån. Detta var långt från standardprocedur i victoriansk teater där naturalism fortfarande var en relativt modern formsak och där de flesta författare hade liten  påverkan över hur deras pjäser och libretton iscensattes.

### Analys

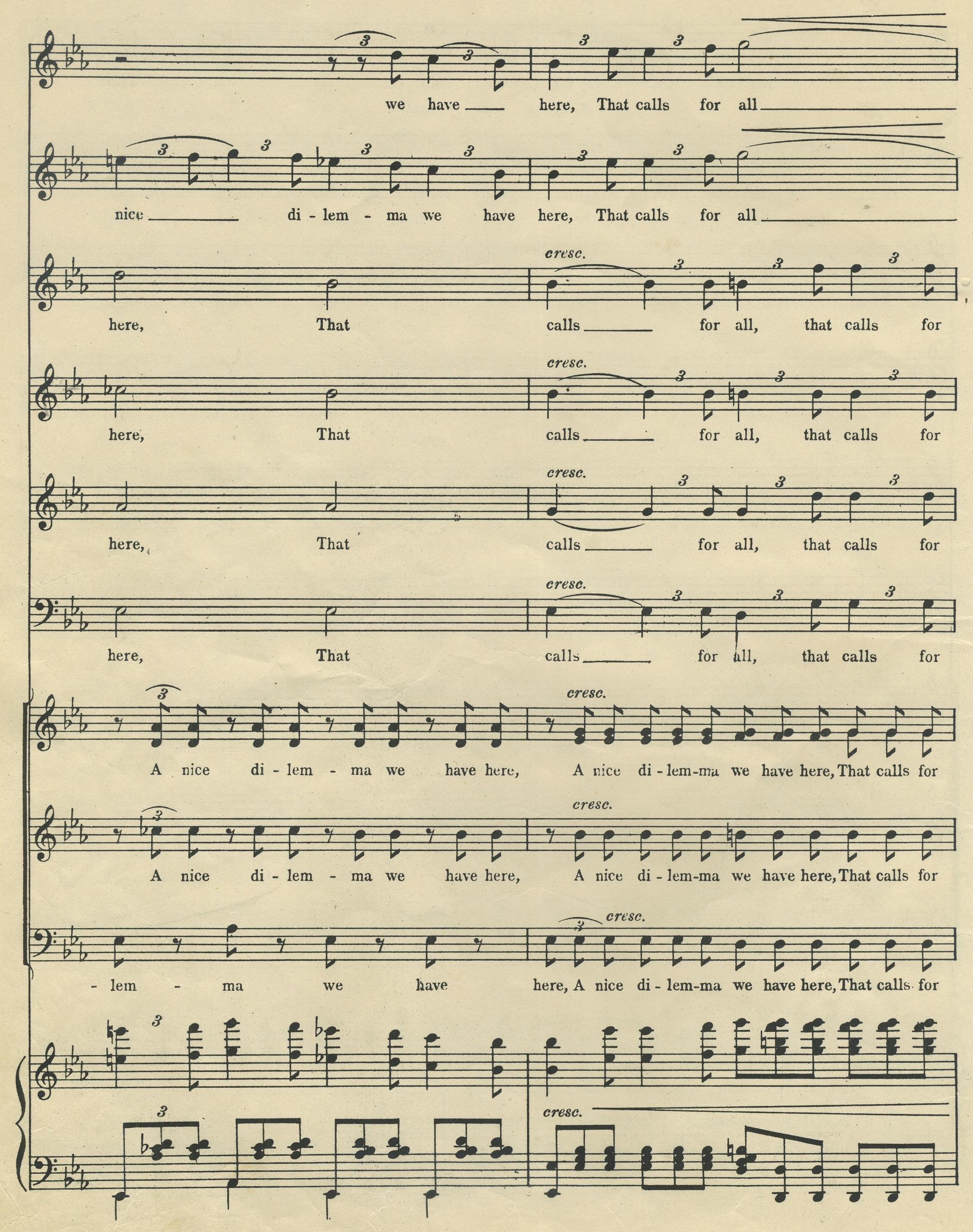
Del av klaverutdraget till "A nice dilemma"

Andrew Crowther placerar Trial by Jury i centrum av Gilberts utveckling som librettist. Han noterar att i några av Gilberts tidiga libretti, såsom Topsyturveydom (1874), betonar sångerna endast dialogen. I andra, såsom Thespis (1871) är några sånger relativt fristående från både handlingen och karaktärerna, som i "I once knew a chap" eller "Little maid of Arcadee", vilka helt enkelt visar fram en moralisk lektion. I Trial by Jury däremot för varje sång handlingen framåt och fördjupar karaktärerna. Till skillnad från en del av Gilberts mer fantasirika tidiga handlingar så "bortsett från slutet händer inget särskilt overkligt." Gänzl håller med: "Gilberts libretto var överlägset alla hans tidigare försök. Det var koncist, modernt och satiriskt utan att vara alltför vimsigt. Avsaknaden av talad dialog möjliggjorde att verket inte led av för lång speltid eller behov av strykningar." Sullivans utveckling som komisk operettförfattare mognade i och med Trial by Jury. Förutom mellanaktsmusik till några Shakespearepjäser hade han inte skrivit någon scenmusik sedan Thespis. Gänzl skriver att Trial by Jury "förde Sullivan en gång för alla in i musikvärlden" och fastställde, efter hans tidigare succéer med Cox and Box och Thespis, att "Sullivan var kompositören av lätt lyrisk och komisk musik som kunde konkurrera med Offenbach, Lecocq och vilken engelsk levande musiker som helst."
Sullivan använde möjligheterna som gavs genom Gilberts satir av lagens pompa och ceremoniel för att åstadkomma ett uppbåd av musikaliska skämt. "Från de första ackorden ...  sätter Sullivans musik tonen för skämt-allvar....  Hans ... humoristiska bruk av orkestern hörs alltigenom". Till exempel kontrapunkteras målsägandens kalkylerande svärmning i "That she is reeling is plain to see!" (Nr. 9) med ett mollstämt tema i stråkarnas ackompanjemang som åker upp och ner i oktaverna. Instrumenten används också komiskt i scenerna; till exempel understryker han rådgivarens felaktigheter i raden "To marry two at once is burglaree" med ett komiskt "bett" i fagotten som löper i oktaver och Svaranden får stämma sin gitarr på scenen (simulerad medelst en violin i orkestern) i inledningen till hans sång.
Partituret innehåller också två parodier eller pastischer på andra kompositörer: Nr. 3, "All hail great Judge" är en elegant parodi på Händels fugor och Nr. 12, "A nice dilemma", parodierar "dilemma"-ensembler i italiensk opera under Bel canto-eran; särskilt i "D'un pensiero" från Akt I av Bellinis La sonnambula.  "A nice dilemma" använder sig av den dominanta rytmen och tonarten i "D'un pensiero" och delar upp några av körlinjerna mellan basarna och de högre rösterna för att skapa en oom-pa-pa-effekt som vanligtvis förekommer i italienska operakörer.

## Uppsättningar
Efter premiären av Trial by Jury 1875 fångades verket snabbt upp av operettsällskap i London, den brittiska provinsen och lite varstans, vanligtvis framförd som en förpjäs eller efterpjäs till en fransk operett. Den första amerikanska uppsättningen var en oauktoriserad föreställning av Alice Oates på Arch Street Theatre i Philadelphia den 22 oktober 1875 och en annan ägde rum på Eagle Theatre i New York den 15 november 1875. Världsturnén av originaluppsättningen gick bland annat till Amerika och Australien. Den översattes även till tyska och hade då premiär som Im Schwurgericht på Carltheater i Wien den 14 september 1886, och som Das Brautpaar vor Gericht på Danzers Orpheum den 5 oktober 1901.
Richard D'Oyly Cartes operakompanier (av vilka flera ofta spelade samtidigt) marknadsförde ofta Trial by Jury som del av en dubbelföreställning med antingen The Sorcerer eller H.M.S. Pinafore. I Londonuppsättningen 1884–85 lades en förvandlingsscen till i slutet i vilken domaren och målsäganden förvandlades till figurerna Harlekin och Colombina, och dekoren förtärdes av eldsflammor. Från och med 1894, året då D'Oyly Carte Opera Company grundade ett åretruntturnerande sällskap som hade de flesta av Gilbert och Sullivans verk i sin repertoar, fanns Trial by Jury alltid med, förutom åren 1901-03 och 1943-46 då sällskapet spelade en reducerad repertoar på grund av Andra världskriget. Från 1919 var kostymerna gjorda av Percy Anderson och ny dekor designades av Peter Goffin 1957.
Under kompaniets hundraårsjubileum 1975 med föreställningar av alla tretton Gilbert och Sullivan-operetter på Savoy Theatre, gavs Trial fyra gånger som förpjäs till The Sorcerer, Pinafore och Pirates och som efterpjäs till The Grand Duke. Före den första av de fyra föreställningarna framfördes en speciellt skriven pjäs av William Douglas-Home, kallad Dramatic Licence, med Peter Pratt som Carte, Kenneth Sandford som Gilbert och John Ayldon som Sullivan, i vilken Gilbert, Sullivan och Carte planerar skapelsen av Trial by Jury 1875. Trial by Jury togs bort från repertoaren på D'Oyly Carte 1976 i besparande syfte.

## Inspelningar
Trial by Jury har spelats in flera gånger. Av inspelningarna gjorda med D'Oyly Carte Opera Company rankas de från 1927 och 1964 högst, enligt "Gilbert and Sullivan Discography" redigerad av Marc Shepherd. Dirigenterna Malcolm Sargents inspelning från 1961 och Charles Mackerrass från 1995 är också högt rankade av "Gilbert and Sullivan Discography". Recensenten Michael Walters ger det bästa betyget till 1924 års inspelning, men han gillar också den från 1961.
The Discography rekommenderar Brent Walkers video från 1982, vilken finns tillsammans med Cox and Box. Mer nyligen professionella uppsättningar har spelats in på video av International Gilbert and Sullivan Festival.
Utvalda inspelningar
- 1927 D'Oyly Carte – Dirigent: Harry Norris[98]
- 1961 Sargent/Glyndebourne – Pro Arte Orchestra, Glyndebourne Festival Chorus, Dirigent: Sir Malcolm Sargent[99]
- 1964 D'Oyly Carte – Dirigent: Isidore Godfrey[100]
- 1975 D'Oyly Carte – Dirigent: Royston Nash[101]
- 1982 Brent Walker Productions video – Ambrosian Opera Chorus, London Symphony Orchestra, Dirigent: Alexander Faris[96]
- 1995 Mackerras/Telarc – Orchestra and Chorus of the Welsh National Opera, Dirigent: Sir Charles Mackerras[102]
- 2005 Opera Australia video (modern iscensättning) – Regissör: Stuart Maunder; dirigent: Andrew Greene[103]

## Ändringar i texten

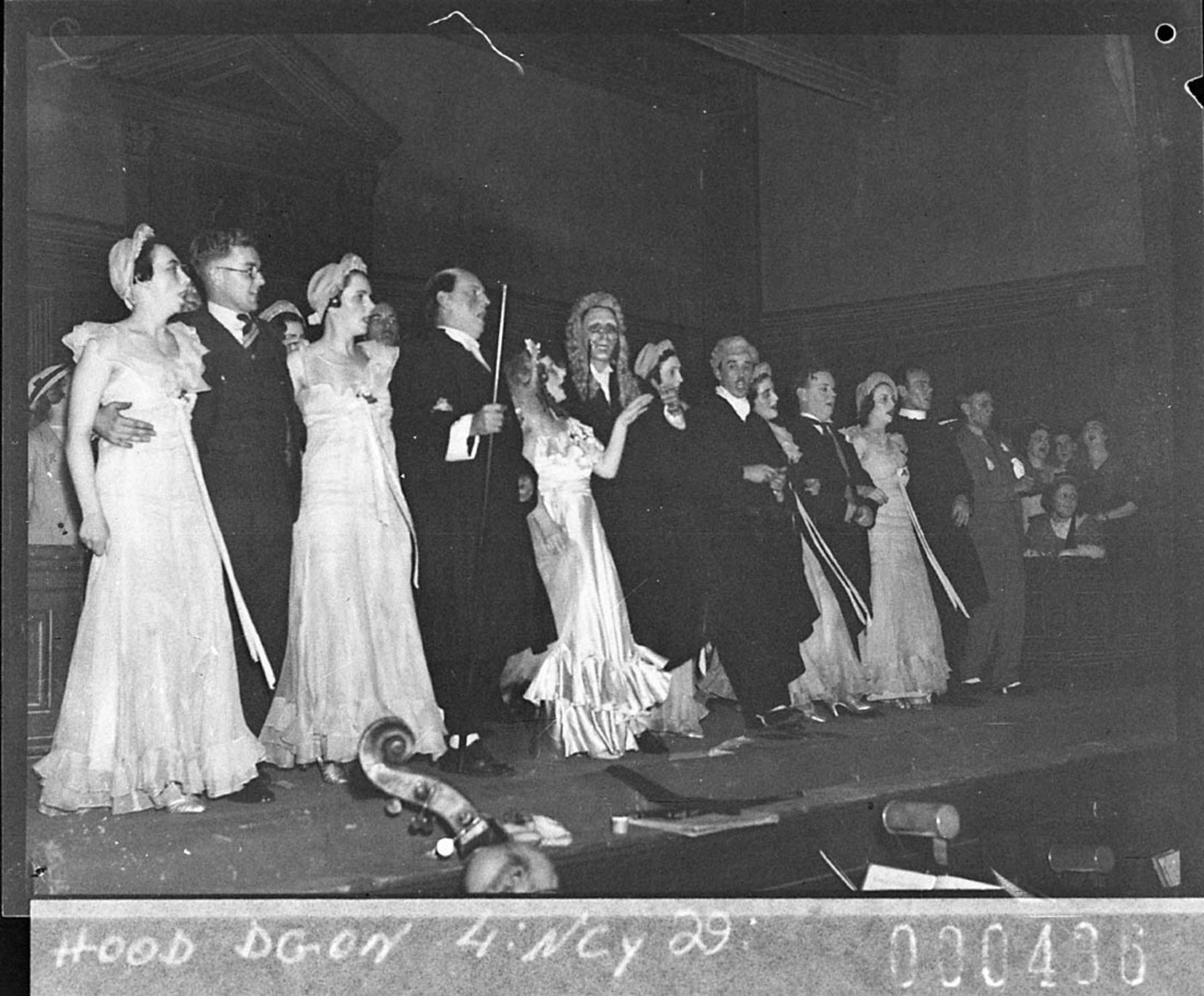
En uppsättning av Trial by Jury med Gilbert Sulllivan Society 1937

Före första föreställningen av Trial by Jury ströks en del material, däribland två sånger och ett recitativ: en sång av juryordförande, "Oh, do not blush to shed a tear", vilken skulle ha sjungits efter "Oh, will you swear by yonder skies"; och ett recitativ av domaren och sång av vaktmästaren, "We do not deal with artificial crime" och "His lordship's always quits", vilka kom precis före "A nice dilemma". Melodin till "His Lordship's always quits" är välkänd och återanvändes i "I loved her fondly" i The Zoo och modifierades senare om till huvudmelodin från "A wand'ring minstrel, I" i Mikadon. Några mindre ändringar gjordes i slutet av "I love him, I love him!" efter första föreställningen. En tredje vers till "Oh, gentlemen, listen I pray" sjöngs åtminstone vid premiärföreställningen och recenserades delvis i Pictorial World.
Trial by Jury undergick smärre textändringar efter första säsongens slut, mestadels bestående av obetydliga tillägg i texten. De mest betydande ändringarna rörde slutet. I originaluppsättningen förekom en enkel pantomimartad tablå:
Domaren och Målsägande dansar i bakgrunden, Hornpipe-steg, och sätter sig på bänken - Brudtärnorna tar de åtta rosgirlangerna bakom domarens bord och lägger ut dem på golvet så de strålar ut från podiet. Två plastcupider med peruker hissas ner. Röda flammor.
Scenen utvecklades än mer i 1884 års nypremiär och hela dekoren gjordes om så att målsägande klättrar upp på domarens rygg "à la fairy". På 1920-talet skadades plastcupiderna under en turné och förvandlingsscenen slopades helt.